# Britney Jean
Britney Jean je osmé studiové album americké zpěvačky Britney Spears. Oficiálně má vyjít 3. prosince 2013 v Americe, ale v Evropě již pár dní předem a to 29. listopadu 2013. Zpěvačka na albu začala pracovat od začátku roku 2013. Po celý rok o nm Britney mluvila jako o svém nejosobnějším albu vůbec. Prvním singlem z alba byla nepříliš úspěšná skladba Work Bitch, která získala v USA zlaté ocenění za prodej půl milionu kopií singlu. Druhým singlem se stal song Perfume. A jeho nejlepší umístění bylo na místě 76. Albu se tolik nedařilo, protože nemělo skoro žádnou propagaci. Jeho nejlepší umístění v Billboardu bylo na 4 místě, což je nejhorší umístění jejího alba za celou její kariéru. Chvíli před vydáním alba unikla demoverze písně Passenger a mnoho fanoušků si všimlo že vokály v každé části písně znějí odlišně a později někdo identifikoval ten "druhý" hlas jako hlas zpěvačky Myah Marie, která byla 'dvorní' zpěvačkou vokálů v pozadí na tomto albu a později se s novými úniky neupravených vokálů po vydání alba ukázalo, že může být mnohem víc než pouhá vokálistka. Její hlas se objevuje i tam, kde není oficiálně registrována.

## Seznam skladeb

### Standardní Verze
| Pořadí         | Název                              | Hudba                                                               | Text | Délka |
| -------------- | ---------------------------------- | ------------------------------------------------------------------- | --- | ----- |
| 1.             | Alien                              | William Orbit, HyGrade, Anthony Preston                             | Britney Spears, William Orbit, Dan Traynor, Ana Diaz, Anthony Preston                                                                          | 3:56  |
| 2.             | Work Bitch                         | will.i.am, Sebastian Ingrosso, Otto Knows, Anthony Preston          | Britney Spears, will.i.am, Sebastian Ingrosso, Otto Jettman, Anthony Preston, Ruth-Anne Cunningham                                             | 4:07  |
| 3.             | Perfume                            | will.i.am, Chris Braide                                             | Britney Spears, Sia Furler, Chris Braide | 3:59  |
| 4.             | It Should Be Easy (Ft. will.i.am)  | will.i.am, David Guetta, Giorgio Tuinfort, Nicky Romero, Marcus van | Britney Spears, will.i.am, David Guetta, Giorgio Tuinfort, Nicky Romero, Marcus van Wattum                                                     | 3:26  |
| 5.             | Tik Tik Boom (Ft. T.I.)            | Anthony Preston, Damien LeRoy                                       | Britney Spears, Anthony Preston, Damien LeRoy, Onique Williams, Clifford Joseph Harris Jr., Andre Lindal, Joakim Haukass                       | 2:27  |
| 6.             | Body Ache                          | will.i.am, David Guetta, Giorgio Tuinfort, Anthony Preston          | Britney Spears, David Guetta, Giorgio Tuinfort, Luciana Caporaso, Nick Clow, Myah Marie Langston, Anthony Preston, Richard Gonzalez, Jose Luna | 3:25  |
| 7.             | Til It's Gone                      | Giorgio Tuinfort, Anthony Preston                                   | Britney Spears, Jenson Vaughan, Rosette Sharma                                                                                                 | 3:42  |
| 8.             | Passenger                          | Diplo, Anthony Preston                                              | Britney Spears, Thomas Pentz, Sia Furler, Andrew Swanson, Katy Perry                                                                           | 3:40  |
| 9.             | Chillin' with You (Ft. Jamie Lynn) | will.i.am, FRESHM3N III                                             | Britney Spears, will.i.am, Anthony Preston, Joshua Lopez                                                                                       | 3:38  |
| 10.            | Don't Cry                          | will.i.am                                                           | Britney Spears, will.i.am, Joshua Lopez, Richard Gonzales                                                                                      | 3:14  |
| Celková délka: | Celková délka:                     | Celková délka:                                                      | Celková délka: | 36:04 |

#### Deluxe Verze
| Pořadí         | Název                      | Hudba                                                 | Text                                                                                 | Délka |
| -------------- | -------------------------- | ----------------------------------------------------- | ------------------------------------------------------------------------------------ | ----- |
| 11.            | Brightest Morning Star     | Dr. Luke, Cirkut, Anthony Preston, Christopher Braide | Britney Spears, Dr. Luke, Sia Furler, Henry Walter                                   | 2:59  |
| 12.            | Hold on Tight              | Kool Kojak, A.C, Anthony Preston, Peter Carlsson      | Britney Spears, Allan P. Grigg                                                       | 3:27  |
| 13.            | Now That I Found You       | Giorgio Tuinfort, will.i.am, Anthony Preston          | Britney Spears, Danny O'Donoghue, Giorgio Tuinfort, David Guetta, Frederic Riesterer | 4:16  |
| 14.            | Perfume (The Dreaming Mix) | Christopher Braide                                    | Britney Spears, Sia Furler, Christopher Braide                                       | 4:02  |
| Celková délka: | Celková délka:             | Celková délka:                                        | Celková délka:                                                                       | 50:48 |